# Belkin
Belkin International, Inc., — американська компанія, виробник побутової електроніки, спеціалізується на пристроях зв'язку.
Розташована на південному заході Лос-Анджелеса у районі Плая-Віста північніше Лос-Анджелеського аеропорту.
Компанія виробляє аксесуари для мобільних пристроїв, мережеві фільтри, маршрутизатори, мережеві комутатори, USB кабелі, та інші периферійні вироби.